# František Rod
František Rod (15. září 1902 Stará Říše – 17. června 1950 Jihlava) byl český truhlář a protikomunistický odbojář. V roce 1950 byl v politickém procesu odsouzen k trestu smrti a krátce poté popraven.

## Životopis
Narodil se 15. září 1902 v obci Stará Říše na Jihlavsku. Byl synem matky Marie a otce Jana, který byl kočí. Po absolvování obecné školy se vyučil truhlářem, po vyučení začal pracovat u firmy Petrof vyrábějící klavíry. Od roku 1934 pak provozoval svoji vlastní truhlářskou dílnu. Během okupace byl za druhé světové války totálně nasazen a jeho dílna tak byla nacisty zavřena. Po konci války vstoupil do Sboru národní bezpečnosti, nicméně nepodařilo se mu dokončit výcvik v Holešově, a tak si v roce 1946 opět otevřel truhlářskou dílnu. V roce 1927 vstoupil do Československé strany lidové, členem byl pak také katolické tělovýchovné jednoty Orel.
Po únorovém převratu stál v roce 1948 u zrodu odbojové organizace Karla Veselého, která působila na Jihlavsku. K zapojení ve skupině se snažil rekrutovat další osoby, k setkávání skupiny se využívala jeho truhlářská dílna. Vytvářel a rozšiřoval protistátní letáky a připravoval také vzpouru v jihlavské věznici, v níž byli drženi političtí vězni. Kontakty měl také na členy jihlavské služebny Sboru národní bezpečnosti. Dne 2. září 1949 se, zřejmě poté, co zjistil, že se blíží jeho zatčení, pokusil s dvěma dalšími odbojáři uprchnout ze země. Pokus o emigraci se ale nezdařil a Rod byl zatčen. Před Státním soudem v Jihlavě byl v politickém procesu v únoru 1950 odsouzen za trestné činy velezrady, vyzvědačství a také spoluviny na zločinu vraždy k trestu smrti. V dubnu 1950 potvrdil rozsudek Nejvyšší soud. Opakovaným žádostem o milost od členů Rodovi rodiny tehdejší prezident Klement Gottwald nevyhověl. Popraven byl dne 17. června 1950 v Krajské věznici v Jihlavě.
Se svojí ženou Emilií Hartmanovou měl dvě děti.

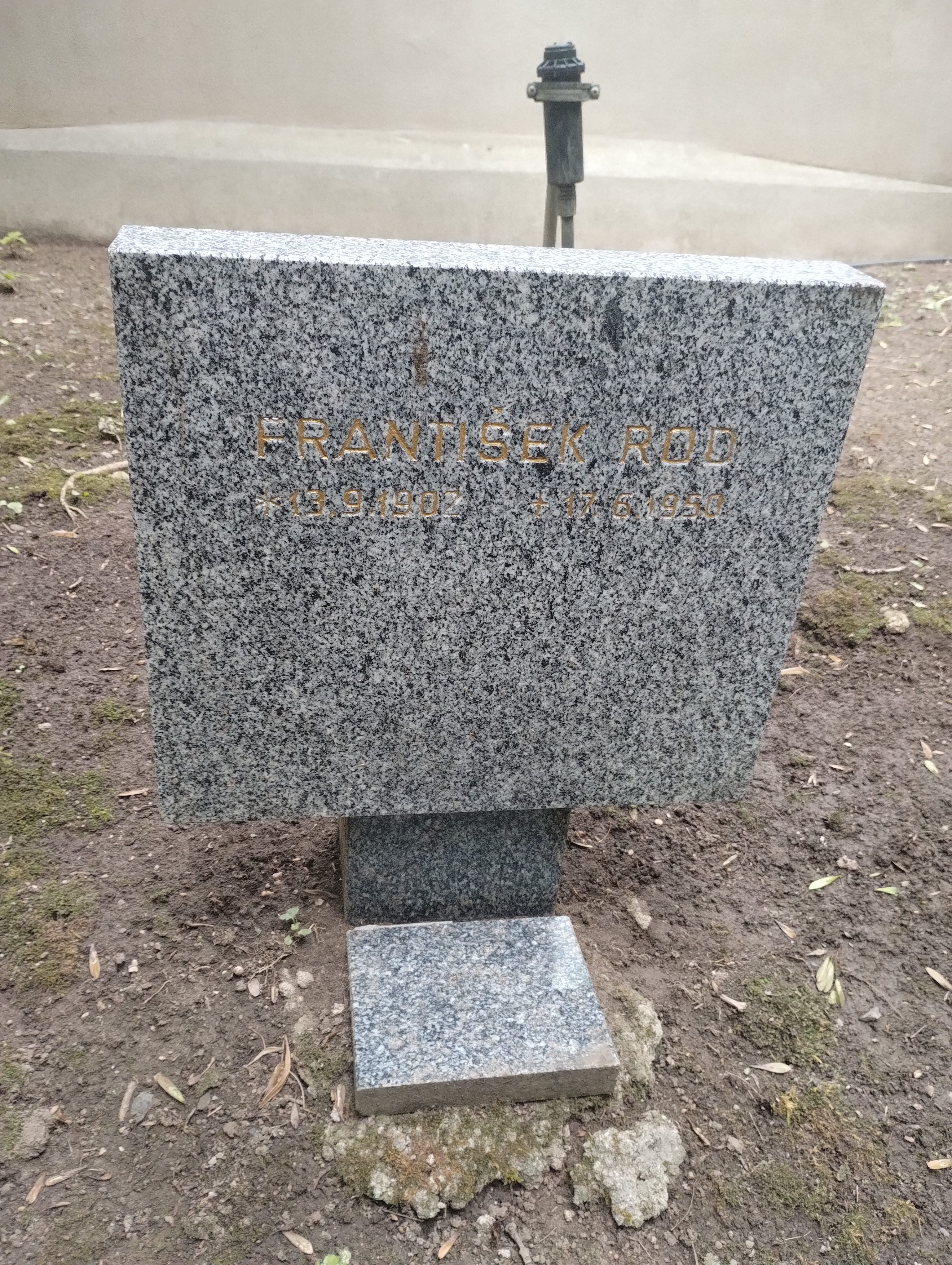
Symbolický náhrobek F. Roda na Čestném pohřebišti v Ďáblicích

Po sametové revoluci byl v roce 1990 rehabilitován, nicméně až v roce 1992 mu byl zrušen i doplňkový pětiletý trest odnětí svobody, který při rehabilitaci o dva roky dříve nedopatřením zrušen nebyl. Na budovu Okresní galerie Vysočiny byla v roce 2020 na počest jeho památky instalována pamětní deska. V parku u jihlavské Vysoké školy polytechnické byl Rodovi a dalším deseti obětem z tehdejšího Jihlavského kraje v roce 1993 vybudován památník.